# Puncturella longifissa
Puncturella longifissa is een slakkensoort uit de familie van de Fissurellidae. De wetenschappelijke naam van de soort is voor het eerst geldig gepubliceerd in 1914 door Dall.